# Olympische Sommerspiele 2012/Gewichtheben – Schwergewicht (Frauen)
Das Gewichtheben der Frauen in der Klasse bis 75 kg (Schwergewicht) bei den Olympischen Spielen 2012 in London fand am 3. August 2012 im EcCeL Exhibition Centre statt. Es traten 13 Sportlerinnen aus 12 Ländern an.
Der Wettbewerb bestand aus zwei Teilen: Reißen (Snatch) und Stoßen (Clean and Jerk). Die Teilnehmerinnen traten in zwei Gruppen zuerst im Reißen an, bei dem sie drei Versuche hatten. Wer ohne gültigen Versuch blieb, schied aus. Im Stoßen hatte wieder jede Starterin drei Versuche. Die Sportlerin mit dem höchsten zusammenaddierten Gewicht gewann. Im Falle eines Gleichstandes gab das geringere Körpergewicht den Ausschlag.

## Titelträgerinnen
| Weltmeisterin   | Reißen    | Swetlana Podobedowa    | 131 kg | WM 2011 in Paris |
| Weltmeisterin   | Stoßen    | Nadeschda Jewstjuchina | 163 kg | WM 2011 in Paris |
| Weltmeisterin   | Zweikampf | Nadeschda Jewstjuchina | 293 kg | WM 2011 in Paris |
| Olympiasiegerin | Zweikampf | Alla Waschenina        | 266 kg | Peking 2008      |

## Bestehende Rekorde
| Weltrekord    | Reißen    | Natalja Sabolotnaja    | 135 kg | Belgorod, Russland  | 17. Dezember 2011 |
| Weltrekord    | Stoßen    | Nadeschda Jewstjuchina | 163 kg | Paris, Frankreich   | 10. November 2011 |
| Weltrekord    | Zweikampf | Natalja Sabolotnaja    | 296 kg | Belgorod, Russland  | 17. Dezember 2011 |
| Olympiarekord | Reißen    | Natalja Sabolotnaja    | 125 kg | Athen, Griechenland | 20. August 2004   |
| Olympiarekord | Stoßen    | Pawina Thongsuk        | 150 kg | Athen, Griechenland | 20. August 2004   |
| Olympiarekord | Zweikampf | Natalja Sabolotnaja    | 272 kg | Athen, Griechenland | 20. August 2004   |

## Zeitplan
- Gruppe B: 3. August 2012, 12:30 Uhr
- Gruppe A: 3. August 2012, 15:30 Uhr

## Endergebnis
| Platz | Athletin               | Land                         | Gruppe | Körper- gewicht | Reißen (kg) | Reißen (kg) | Reißen (kg) | Reißen (kg) | Stoßen (kg) | Stoßen (kg) | Stoßen (kg) | Stoßen (kg) | Gesamt |
| Platz | Athletin               | Land                         | Gruppe | Körper- gewicht | 1           | 2           | 3           | Gesamt      | 1           | 2           | 3           | Gesamt      | Gesamt |
| ----- | ---------------------- | ---------------------------- | ------ | --------------- | ----------- | ----------- | ----------- | ----------- | ----------- | ----------- | ----------- | ----------- | ------ |
| 1     | Lidia Valentín         | Spanien                      | A      | 74,39           | 115         | 115         | 120         | 120         | 140         | 145         | 148         | 145         | 265    |
| 2     | Abir Abdelrahman       | Ägypten                      | A      | 74,60           | 112         | 116         | 118         | 118         | 140         | 148         | 151         | 140         | 258    |
| 3     | Madias Nzesso          | Ägypten                      | B      | 74,55           | 105         | 110         | 115         | 115         | 131         | 136         | 140         | 131         | 246    |
| 4     | Ewa Mizdal             | Polen                        | A      | 70,58           | 100         | 102         | 104         | 104         | 127         | 132         | 133         | 127         | 231    |
| 5     | Jaqueline Ferreira     | Brasilien                    | B      | 74,12           | 095         | 100         | 102         | 102         | 121         | 126         | 128         | 128         | 230    |
| 6     | María Fernanda Valdés  | Chile                        | B      | 74,70           | 096         | 100         | 100         | 096         | 120         | 127         | 131         | 127         | 223    |
| 7     | Lim Ji-hye             | Südkorea                     | B      | 74,81           | 097         | 102         | 103         | 097         | 125         | 126         | 132         | 126         | 223    |
| 8     | Thuraia Sobh           | Syrien                       | B      | 73,36           | 080         | 086         | 091         | 086         | 105         | 113         | 115         | 115         | 201    |
| 9     | Khadija Mohammed       | Vereinigte Arabische Emirate | B      | 74,72           | 047         | 051         | 053         | 051         | 053         | 058         | 062         | 062         | 113    |
| —     | Nadeschda Jewstjuchina | Russland                     | A      | 74,23           | 125         | 125         | 125         | —           | —           | —           | —           | —           | DNF    |
| —     | Swetlana Podobedowa    | Kasachstan                   | A      | 74,58           | 126         | 126         | 130         | —           | 150         | 156         | 161         | —           | DSQ    |
| —     | Natalja Sabolotnaja    | Russland                     | A      | 74,80           | 125         | 128         | 131         | —           | 147         | 155         | 160         | —           | DSQ    |
| —     | Iryna Kulescha         | Belarus                      | A      | 74,95           | 116         | 121         | 125         | —           | 140         | 145         | 148         | —           | DSQ    |

Im August 2016 wurde die drittplatzierte Weißrussin Iryna Kulescha des Dopingbetrugs mit Dehydrochlormethyltestosteron überführt. Auch die erstplatzierte Kasachin Swetlana Podobedowa und die zweitplatzierte Russin Natalja Sabolotnaja waren gedopt. Die ursprünglich viertplatzierte Spanierin Lidia Valentín rückte damit als Olympiasiegerin nach.

## Bildergalerie

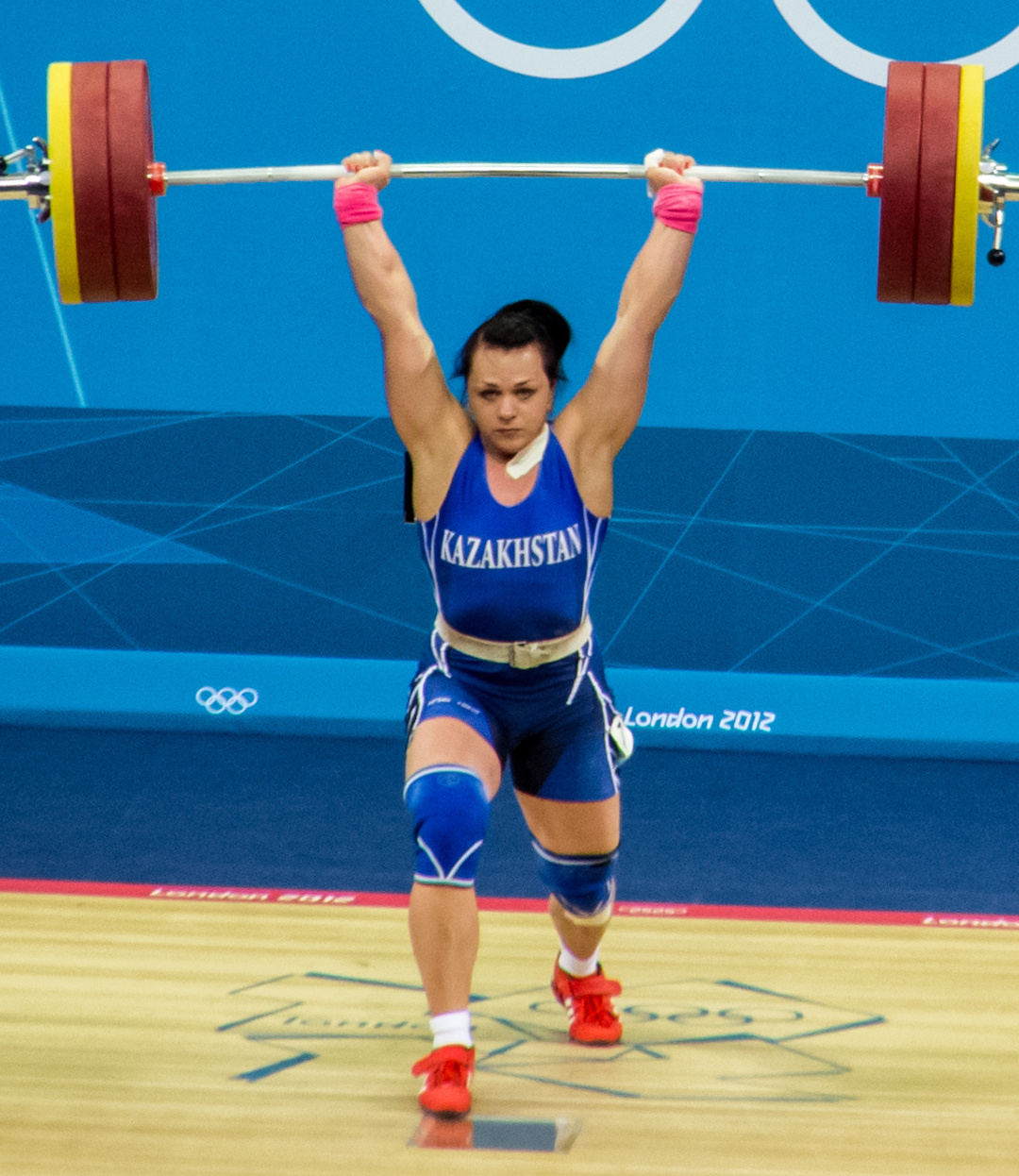
Die gedopte „Olympiasiegerin“ Swetlana Podobedowa (KAZ)
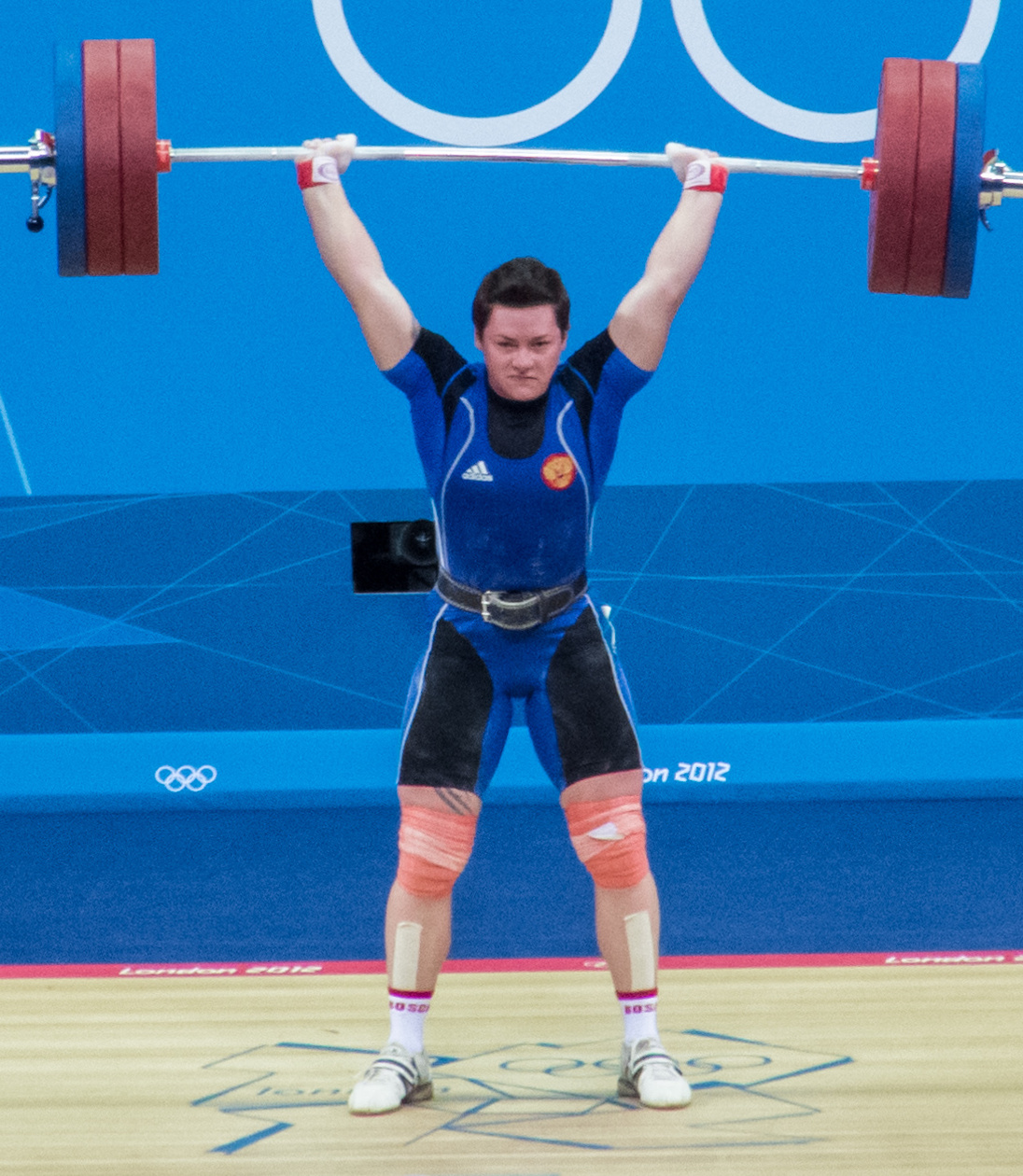
Auch Natalja Sabolotnaja (RUS) war gedopt
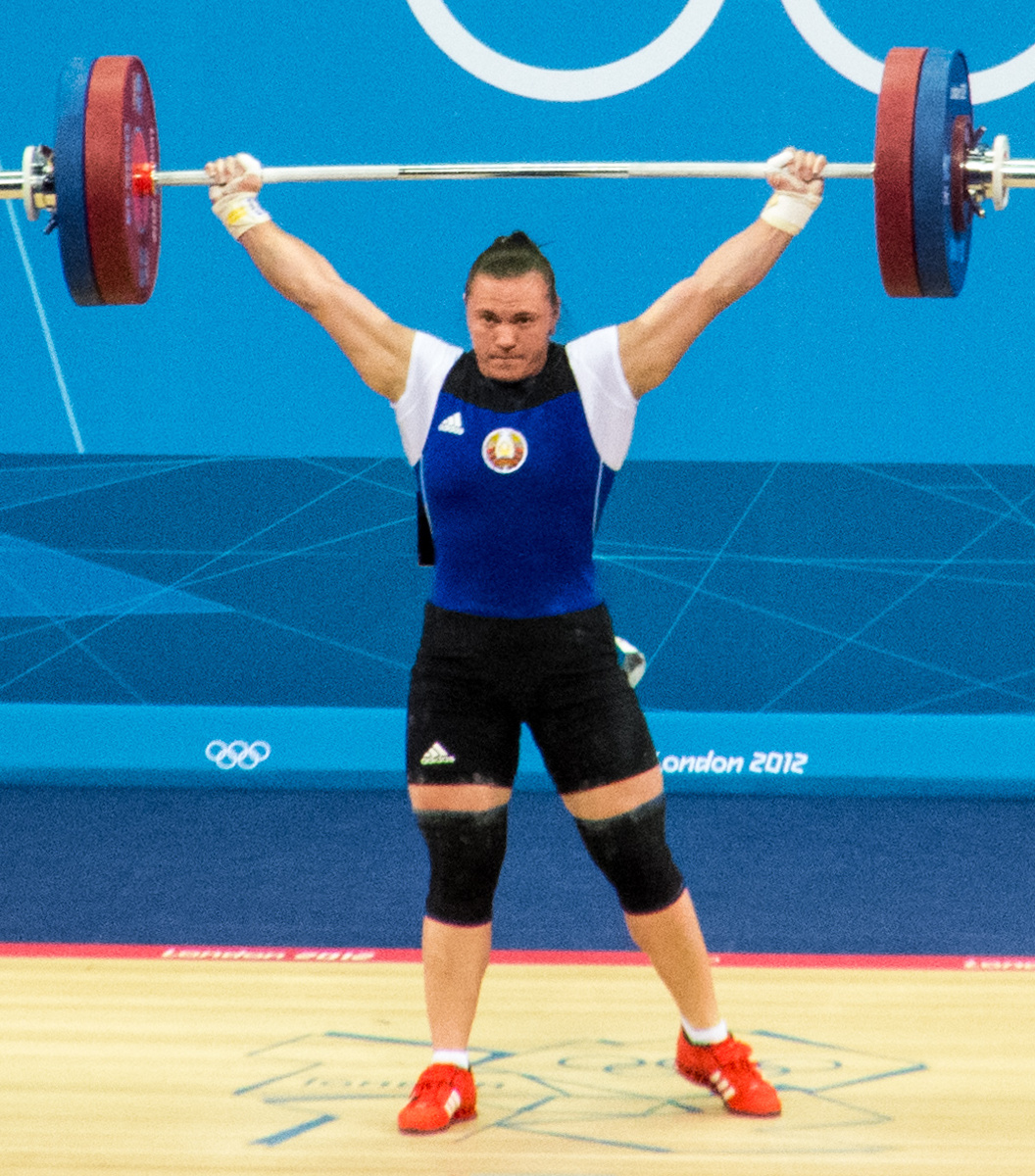
Die Doperin Iryna Kulescha (BLR) während der Spiele
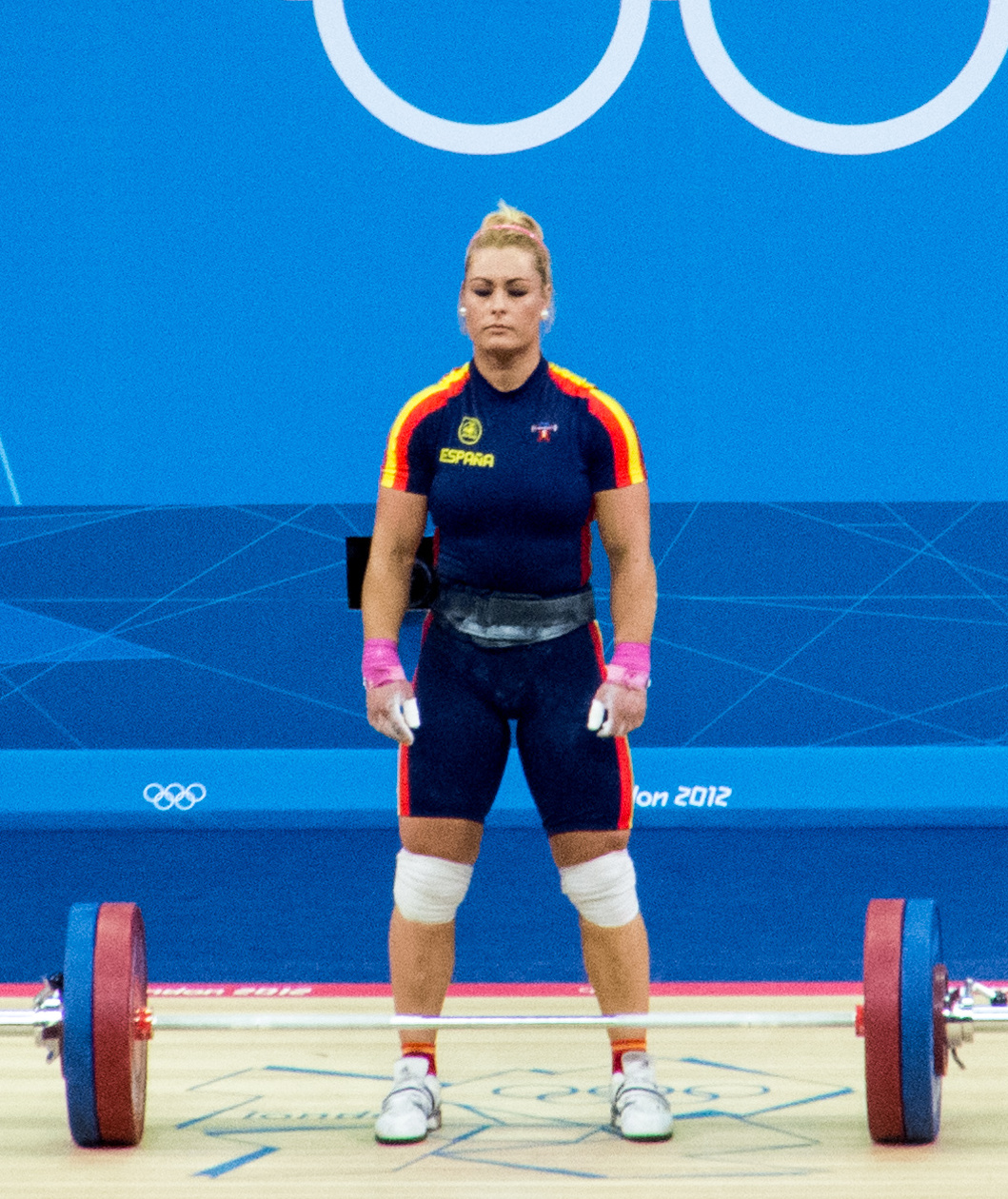
Lidia Valentín (ESP), die Platz 4 belegte, wurde nachträglich zur Olympiasiegerin erklärt

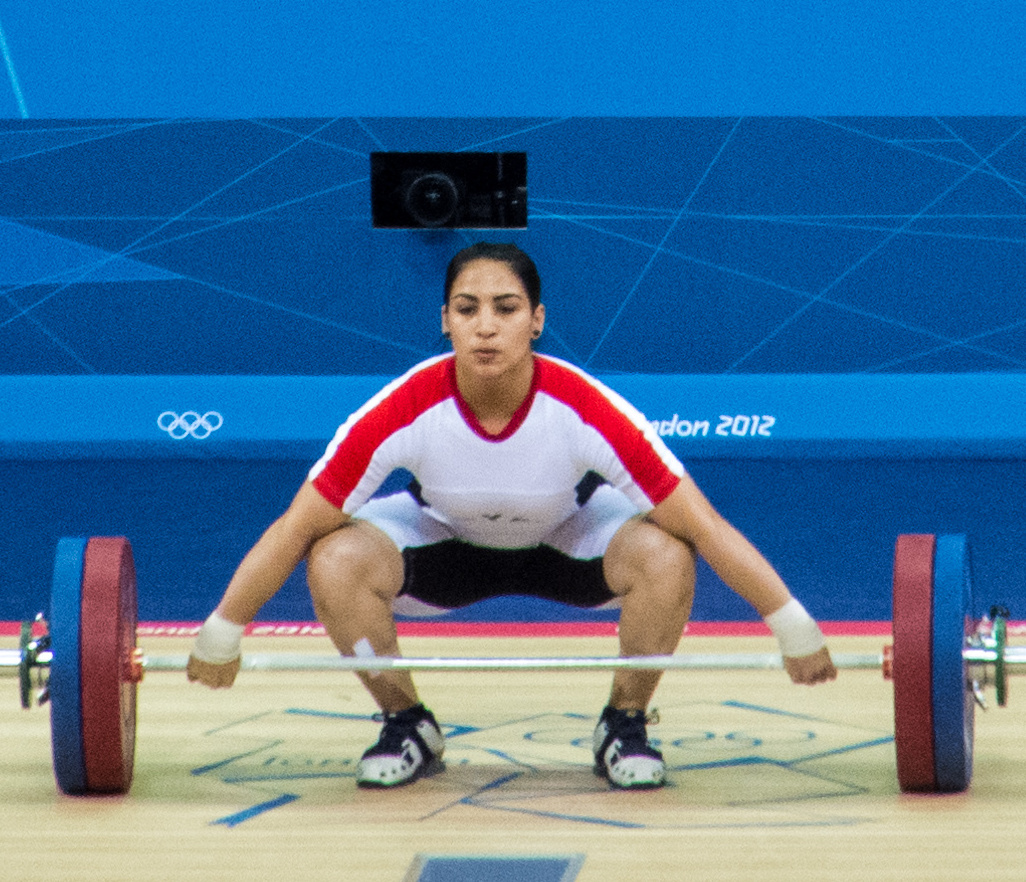
Die Ägypterin Abir Abdelrahman belegte Platz 5, später erbte sie Silber
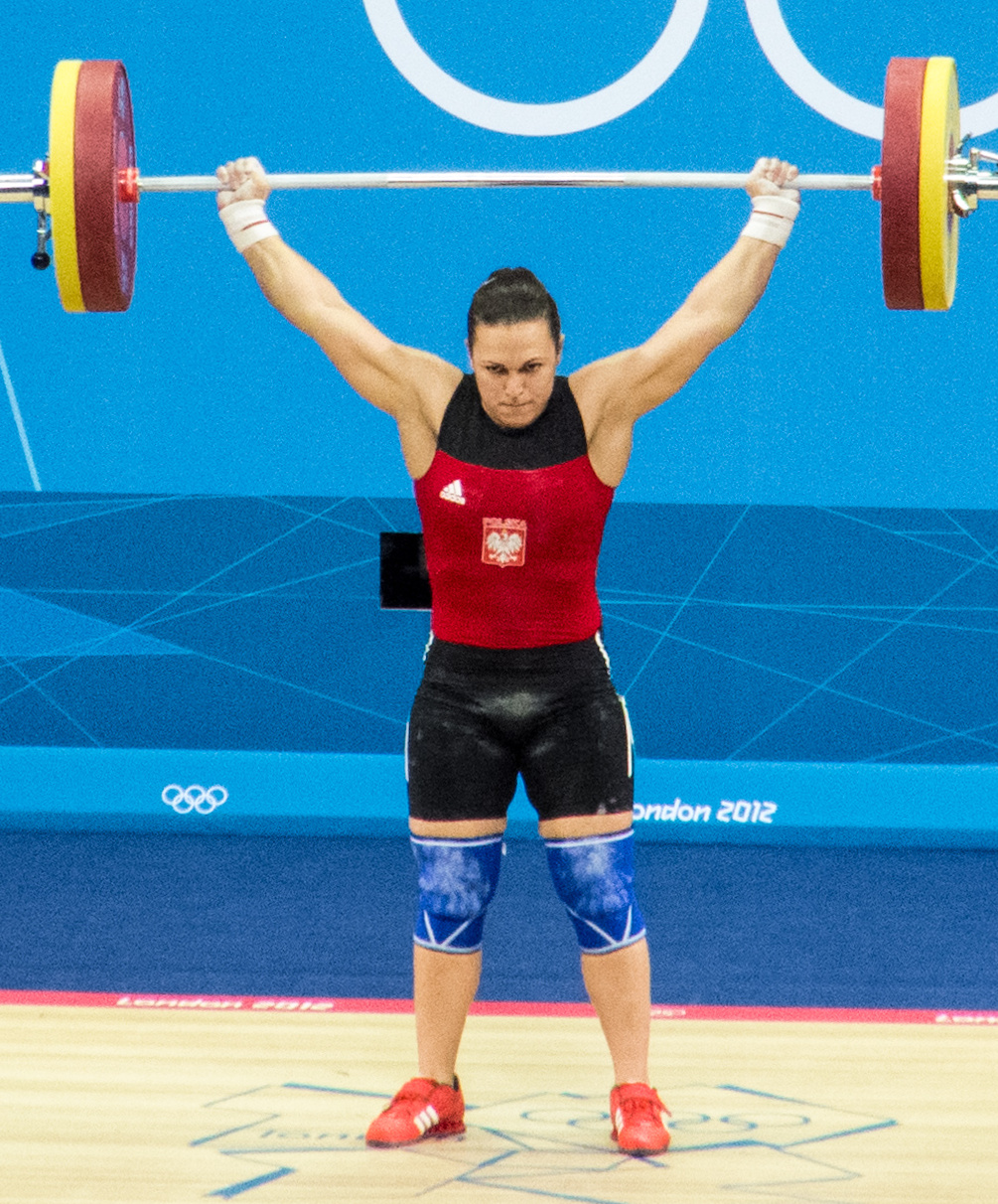
Ewa Mizdal (POL), Platz 7 (später Platz 4)
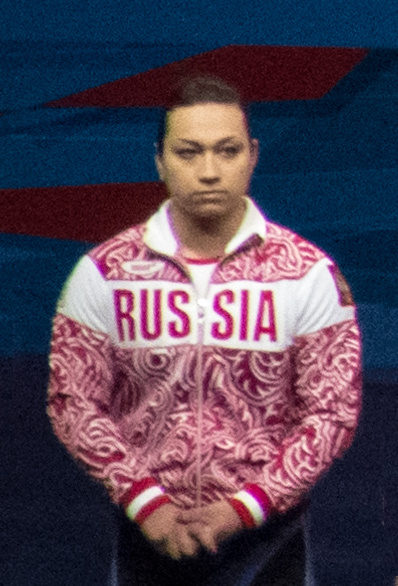
Nadeschda Jewstjuchina (RUS) gelang kein gültiger Versuch im Reißen